# Anna Maria Rigo
Anna Maria Rigo (geboren 29. August 1675 in Amsterdam; begraben 30. Januar 1718 ebenda) war eine niederländische Schauspielerin.

## Leben
Anna Maria Rigo wurde am 29. August 1675 in Amsterdam geboren. Sie war die Tochter des Schauspielers Nicolaas Rigo (gest. 1690) und der Schauspielerin Adriana Eeckhout (um 1650–nach 1722). Ihre Schwester war die Schauspielerin Isabella Rigo. Sie heiratete am 28. März 1709 in Amsterdam den Kunst- und Requisitenmaler Louis Chalon (1687?–1741). Aus der Ehe gingen drei Söhne und zwei Töchter hervor, von denen ein Sohn früh verstarb. Zudem hatte sie eine Tochter aus einer früheren Beziehung.
Neben der Schauspielerei fertigte Rigo für das Theater Stickereien an. Sie hatte um 1697 eine Affäre mit Nicolaas van der Duyn (1655–1698), dem Herrn von Rijswijk, der seit 1684 mit Jacoba van Dam, der Dame von Cabouw, verheiratet war. Aus dieser Beziehung stammte ihre Tochter Susanna Maria van der Duyn (1698–1780), die auch Schauspielerin wurde und den Schauspieler und Maler Cornelis Troost (1697–1750) heiratete. Den zwölf Jahre jüngeren Schauspieler Louis Chalon heiratete Rigo 1709. Chalon wurde 1715 zum ständigen Requisiten- und Dekorationsmaler des Amsterdamer Theaters ernannt. Als Rigo 1718 starb, hinterließ sie ihrem Mann vier kleine Kinder und die Stieftochter. Ihre Tochter Adriana Louisa (ca. 1713–1777) wurde ebenfalls Schauspielerin und Sängerin an der Stadsschouwburg Amsterdam; der Sohn Hendrik (1715–1789) wurde erster Geiger und Orchesterleiter des Theaters.
Rigo wurde am 30. Januar 1718 an der Prinsengracht zwischen Passeerdersgracht und Looiersgracht auf dem Leidse Kerkhof in Amsterdam beigesetzt.